# Leidse Schaakclub Philidor

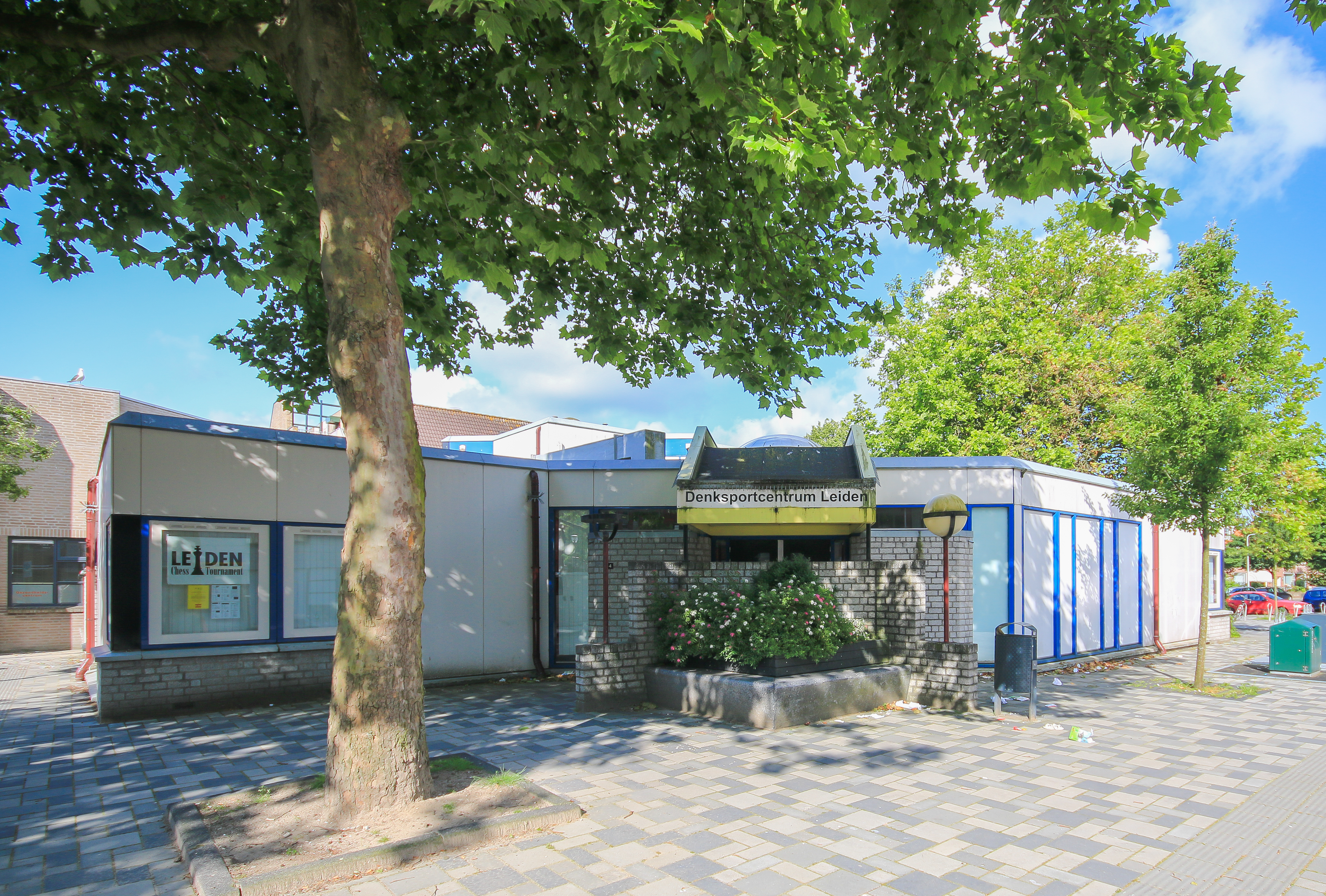
Het Denksportcentrum waar de club anno 2025 in speelt

De Leidse Schaakclub Philidor is een schaakvereniging in Leiden. Het was in 1919 opgericht als Leidsche Volksschaakclub (L.V.S.C.), welke in 1925 met de huidige naam is herdoopt.

## Geschiedenis

### Voorgeschiedenis

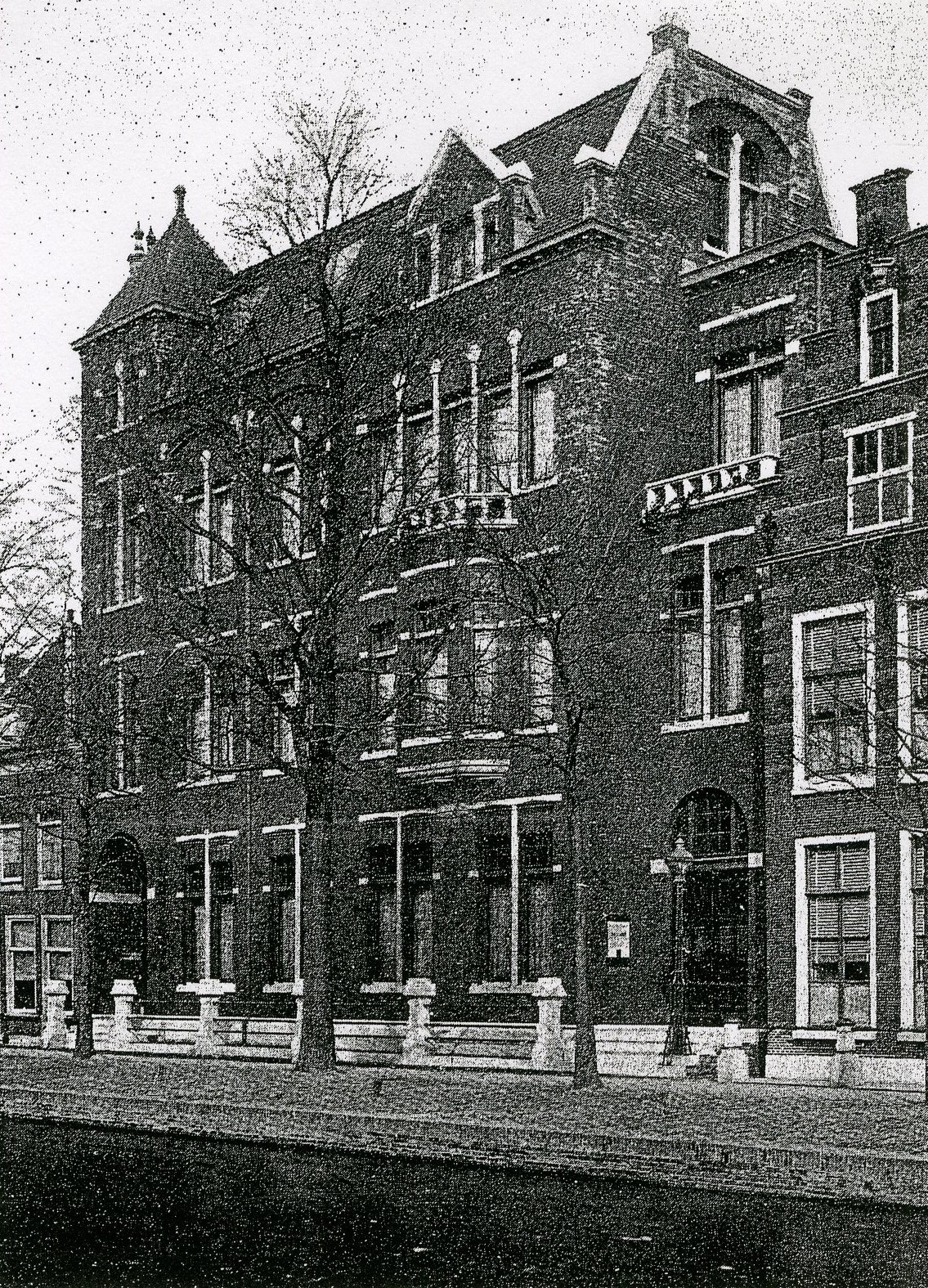
Het Leidsche Volkshuis in 1915

Het Leidsche Volkshuis aan de Apothekersdijk 33 te Leiden was in 1899 gebouwd. Het huis stond onder directie van de sociaal-cultureel gedreven Emilie Knappert, die zich beijverde voor de verhoging van de ontwikkeling, beschaving en het levensgeluk onder de arbeidende en daarmee gelijkstaande klassen in Leiden en omgeving. Hiernaar streefden ze door het aanbieden van kennis en verschaffing van ontspanning door stimulatie van sociale interactie tussen verschillende sociale groepen, met als doel de bevordering van levensgeluk. Het schaken zou goed in deze visie gepast hebben.
In elk geval werd er in 1913 met schaakcursussen begonnen die tot 1918 zouden voortduren. Deze cursussen werden georganiseerd door Palamedes. Er werd les gegeven in de basis van het schaakspel en ook konden de schaakproblemen worden besproken die in de wekelijkse schaakrubriek in het Leidsch Dagblad stonden. Deze schaakrubriek werd ter popularisering van het schaakspel van 1912 tot 1916 door Palamedes onderhouden.
Onder invloed van de Eerste Wereldoorlog (1914-1918) was Palamedes genoopt eind 1917 de organisatie te staken. In 1918, na afloop van de Eerste Wereldoorlog, kwam de cursus weer tot leven onder begeleiding van G. Bosscha, lid van het Leidsch Schaakgenootschap en een van de sterkste schakers van de regio.

### Oorspronkelijke oprichting (1919)
De vereniging heeft haar wortels in de opkomst van de arbeidersbeweging van omstreeks 1900. Schaken, zo was de overtuiging van die tijd, kon de arbeiders ’verheffen’: op initiatief van L. Biermasz en G. Bossch kwam in die tijd het idee op om een schaakclub op te richten voor mensen uit het volk. De Leidsche Volksschaakclub (L.V.S.C.) werd in 1919 geboren. Terwijl de nieuwe Leidse vereniging een 'volksschaakclub' was, werden elders in het land middels 'arbeidersschaakclubs' vergelijkbare initiatieven ontplooid: zo verschenen arbeidersschaakclubs in Den Haag (1915), Rotterdam (1918), Amersfoort (1919) en Delft (1921).
Biermasz, die de leiding op zich nam, gaf aan hoe gewenst en zelfs noodzakelijk het was een volksschaakclub op te richten, enerzijds met het oog op de voortzetting van de oefeningen van hen die een cursus hadden gevolgd, anderzijds zou het zonde zijn indien de opgedane ervaring van de beginnelingen verloren zou gaan voor de schaakwereld. Onder hen waren sterkere spelers die zwakkere spelers konden aanmoedigen en leiden. De club kreeg kosteloos een lokaal in het Volkshuis. Ondanks dat Suze Splinter reeds jaren bij Palamedes speelde en als vice-voorzitter gefunctioneerd had, werd nog eens expliciet aangegeven dat vrouwen ook lid mochten worden, mogelijk ter aanmoediging voor vrouwen uit het volk. Het zou desalniettemin nog decennia duren voor een vrouw lid werd.

### Naamsverandering (1925)
Halverwege de jaren 1920 werd bij L.V.S.C. het idee geopperd om een enkele schaakvereniging voor Leiden op te richten ter vervanging van de wirwar aan clubs die toen bestond. Hiertoe werd contact gelegd met het Leidsch Schaakgenootschap (L.S.G.) en Palamedes. Leidsch Studenten Schaak Gezelschap Morphy telde niet mee als schaakclub en werd buiten beschouwing gelaten.
Terwijl het L.S.G. als eerste afhaakte gingen de besturen van L.V.S.C. en Palamedes in overleg. Maar ook het bestuur van Palamedes bleek uiteindelijk niet aan de fusie mee te willen doen. Palamedes, toen de oudste schaakclub in Holland, wilde onder andere de naam niet opgeven en het bestuur was bovendien gehecht aan het intieme en gesloten karakter van de club.
In een jaarvergadering van de L.V.S.C. in 1925 werd nog maar eens uiteengezet waarom de naamsverandering gewenst was: de L.V.S.C. was vertrokken uit het Volkshuis, bovendien was de L.V.S.C. nooit echt een volksclub geworden, en zou de aanduiding “volks” dus incorrect zijn. Toen de fusiebesprekingen met Palamedes definitief spaak gelopen waren werd in een volgende vergadering dat jaar de naam van L.V.S.C. veranderd naar Leidsche Schaakclub Philidor.